# Gieleroth

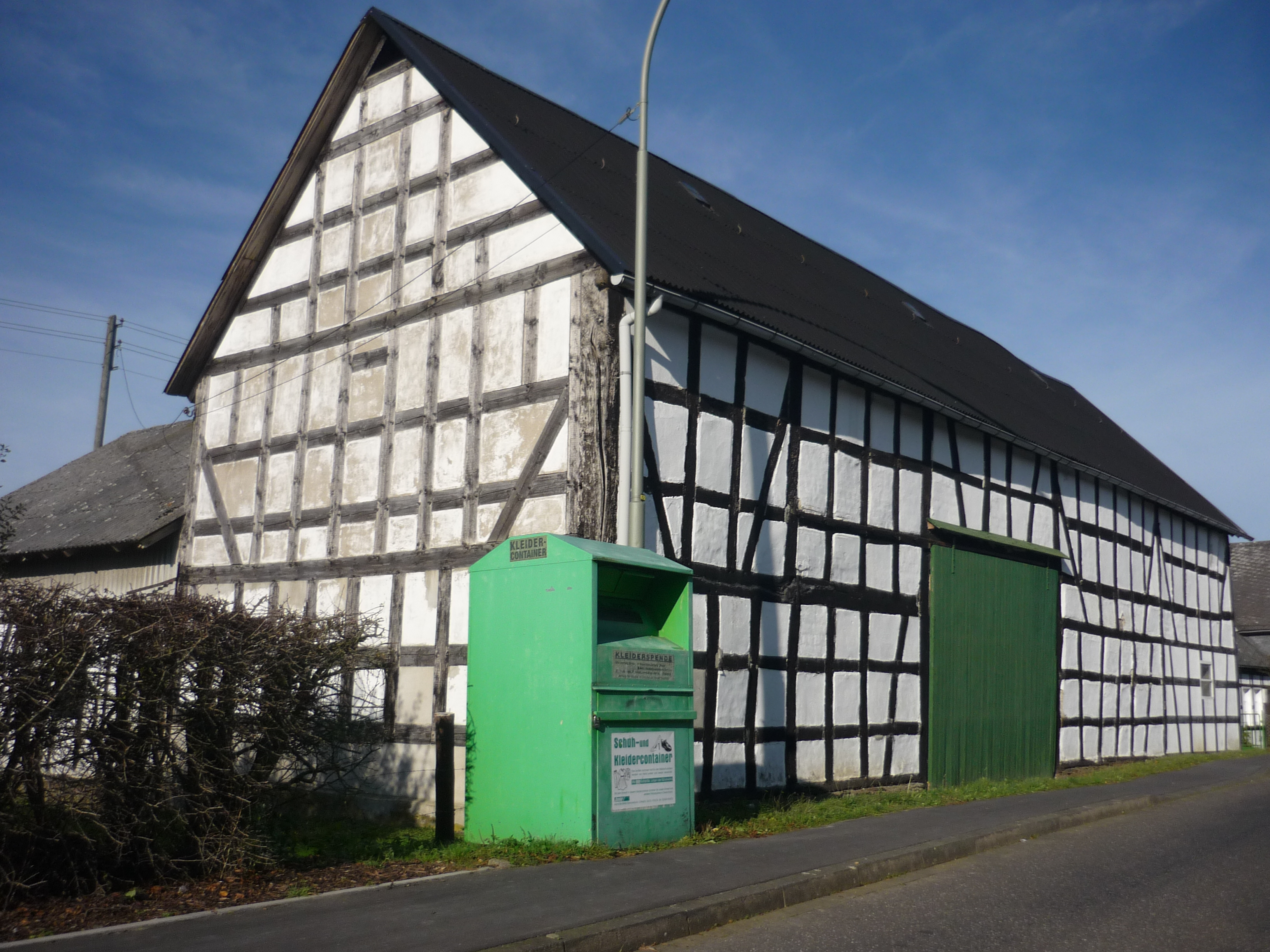
Scheune in Gieleroth

Gieleroth ist eine Ortsgemeinde im Landkreis Altenkirchen (Westerwald) in Rheinland-Pfalz. Sie gehört der Verbandsgemeinde Altenkirchen-Flammersfeld an.

## Geographie

### Geographische Lage
Gieleroth liegt wenige Kilometer südöstlich von Altenkirchen an der Bundesstraße 8 in Richtung Wahlrod.
Im Gemeindegebiet liegen mehrere Quellen des Almersbachs.

### Gemeindegliederung
Ortsteile sind Gieleroth, Amteroth und Herpteroth.

### Nachbargemeinden
Nachbarorte von Gieleroth sind die Ortsgemeinden Michelbach im Norden, Ingelbach im Nordosten, das bereits zum Westerwaldkreis gehörende Borod im Osten, Berod bei Hachenburg im Süden, Oberwambach und Fluterschen im Westen sowie die Stadt Altenkirchen im Nordwesten.

### Klima
Der Jahresniederschlag beträgt 1023 mm.

## Geschichte

### Urkunden
Die Orte Gieleroth (Geilnderode, Gelenterode) und Herpteroth (Herbeterode, Herpenterode) wurden erstmals in einer Urkunde des Kirchspielgerichts zu Almersbach (Almerßbach) aus dem Jahr 1408 erwähnt. Das Kirchspiel Almersbach gehörte zu der Zeit zur Grafschaft Wied (Wede). 1428 hat das Zisterzienserkloster Marienstatt einen Hof in Gieleroth. Amteroth (Ampteroede) ist im Spendenbuch der Liebfrauenkirche von Hilgenroth aus dem Jahr 1464 erstmals belegt.

### Vorgeschichte und Frühgeschichte
In den Namen der drei Orte ist der Rodungsname erkennbar, die Rodungsorte im Westerwald sind in die Zeit vom 9. bis zum 14. Jahrhundert entstanden. Der anerkannte Regionalforscher Hellmuth Gensicke zählt Gieleroth zu den älteren Rodungsorten. Auch die Lage an der alten „Hohen Straße“ von Köln nach Frankfurt deutet auf eine frühe Besiedlung hin. Die Namensendung -roth (= -rod) könnte bei Gieleroth sogar vom keltischen Wort Road (für Straße) abgeleitet worden sein.

### Reformation
Das Kirchspiel Almersbach gehörte seit dem 16. Jahrhundert zur Grafschaft Sayn. Im Jahr 1561 legte Graf Heinrich IV. zu Sayn testamentarisch fest, dass „keine andere Religion, Lehre und Glauben, den allein die Augsburger Konfession begriffen ist“ und im Lande eingeführt werden solle. Unter Graf Wilhelm III. wurde 1605 die Konfession von der lutherischen auf die reformierte (calvinistische) Lehre geändert, bis schließlich Gräfin Louise Juliane 1636 die lutherische Lehre wieder erlaubte. Seit der Zeit gab es im Kirchspiel Almersbach eine reformierte und eine lutherische Kirchengemeinde mit zwei Pfarrern. 1820 wurden die beiden evangelischen Konfessionen zur Unierten Kirche vereinigt.

### Herzburg
Nordöstlich von Gieleroth, an der Grenze zu Ingelbach, liegt der Herzberg (325 m ü. NN). Dort befand sich die „Herzburg“ genannte Burganlage, die möglicherweise schon in frühgeschichtlicher Zeit als Fliehburg bestand. In der Tranchot-Müffling-Karte von 1818/1819 war diese als „Die Harzburg“ verzeichnet. Ein noch erhaltener Abschnittswall ist als Bodendenkmal eingetragen.

### Poststation Gieleroth
Seit Ende des 17. Jahrhunderts war in Gieleroth eine an der Köln-Frankfurter Straße liegende Kaiserliche Reichs-Posthalterei und Pferdewechselstation. Die Poststation war im „Reinhardshof“ angesiedelt, dieser steht als Kulturdenkmal unter Denkmalschutz. Im Jahr 1771 wurde die Poststation nach Wahlrod verlegt. Den Namen Reinhardshof erhielt er erst später. 1990 wurde der Gastronomiebetrieb, zuletzt als Gaststätte „Zur Tränke“, aufgegeben. Der in der Nähe liegende „Postweiher“ ist seit 1986 als „Geschützter Landschaftsbestandteil“ unter Schutz gestellt. Es wird angenommen, dass er zur Zeit der ersten urkundlichen Erwähnung bereits bestand.

### Schule Gieleroth
Im Jahre 1854 wurde zunächst in Herpteroth eine „Schulgemeinde“ für die drei Dörfer eingerichtet. In der Zeit fand Schulunterricht im monatlichen Wechsel in den Häusern der Eltern der Schüler statt. 1859 wurde dann in Gieleroth ein gemeinschaftliches Schulhaus errichtet. Ab 1872 wurde die Schule unter staatliche Aufsicht gestellt, vorher wurde die Aufsicht vom Superintendenten wahrgenommen. Die Lehrer wechselten häufig, 1890 erfolgte eine Renovierung der Schule. In der ersten Hälfte des 20. Jahrhunderts wurden in einem Klassenraum stets 60 bis 70 Schüler unterrichtet. Während des Zweiten Weltkrieges waren in der Schule zeitweise Soldaten einquartiert. 1957 wurde eine neue Schule gebaut, diese hatte nun statt einem zwei Klassenräume. Mitte 1973 wurde die Volksschule in Gieleroth geschlossen, seitdem werden die Kinder in Altenkirchen unterrichtet. Im Schulgebäude wurde ein Kindergarten eingerichtet.

### Bergbau
Im Gebiet der heutigen Ortsgemeinde gab es von der zweiten Hälfte des 19. Jahrhunderts an insgesamt 17 Bergwerksfelder. Einzelne Gruben bestanden schon vor 1830. Abgebaut wurde hauptsächlich Eisen, daneben auch Blei, Kupfer, Zink und Silber, die Bergwerke gehörten zum Bergrevier Hamm. Um 1910 wurde der Bergbau eingestellt. Weiterhin gab es Schiefergruben.

### Waldinteressentenschaften
Eine Waldinteressentenschaft ist eine besondere Form einer Genossenschaft, bei der ursprünglich alle Teilhaber gleiche Anteile am gesamten Waldbesitz der Genossenschaft haben. Entstanden sind diese im 18. Jahrhundert in den Grafschaften Sayn-Altenkirchen und Sayn-Hachenburg. Der Genossenschaftswald von Amteroth mit einer Fläche von 68 Hektar wurde auf die damals zwölf Häuser des Dorfes aufgeteilt. Die Anteile waren an das jeweilige Haus gebunden und waren vererbbar bzw. gingen an einen neuen Hausbesitzer über. Später wurden die Anteile halbiert, so dass ein Anteil einem Vierundzwanzigstel entsprach, und auch die Bindung an das Haus wurde aufgegeben. Die Waldinteressentenschaft Amteroth besteht auch heute noch, der Genossenschaftswald hat eine Fläche von 52 Hektar.
Auch die Waldinteressentenschaft Gieleroth besteht heute noch. Sie hat einen Waldbesitz von 29 Hektar und ist auf 18 Anteile aufgeteilt. Die Waldinteressentenschaft Herpteroth bestand bis 1911, sie hatte einen gemeinschaftlichen Waldbesitz von 47 Hektar und 18 Mitglieder. Der Wald wurde 1911 an den Staat verkauft.

### Gemeinschaftliche Einrichtungen

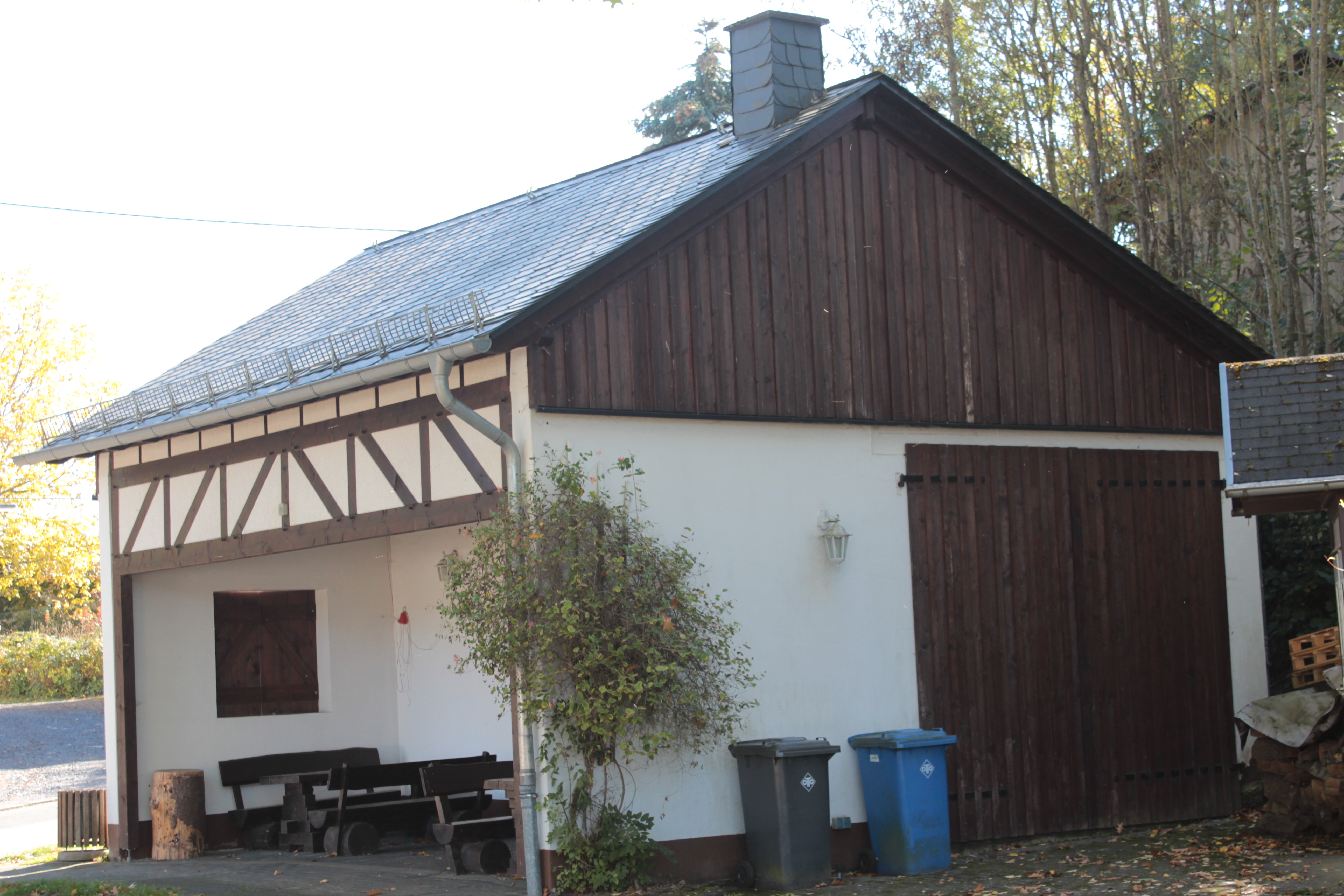
Dreschhalle Amteroth, heute Dorfgemeinschaftshaus Amteroth
Elf Amterother Landwirte entschlossen sich 1949, gemeinsam eine leistungsfähige Dreschmaschine anzuschaffen. Sie nannten sich „Dreschgemeinschaft Amteroth“. 1950 wurde für diese Dreschmaschine eine Halle gebaut, die bei besonderen Anlässen auch für andere Zwecke, z. B. Feierlichkeiten genutzt wurde. Die Dreschgemeinschaft bestand bis 1970. Nach einer zwischenzeitlich anderen Nutzung wurde die Halle 1987 von der Ortsgemeinde renoviert und dient seitdem als Dorfgemeinschaftshaus für den Ortsteil Amteroth. Die gekreuzten Dreschflegel im Wappen symbolisieren den Ortsteil Amteroth und die gemeinschaftliche Dreschhalle.
Dreschhalle Herpteroth
Auch Herpteroth hatte ab 1959 eine Dreschhalle und eine gemeinschaftlich genutzte Dreschmaschine.
Brunnenhaus Herpteroth, Dorfgemeinschaftshaus Herpteroth
Das Brunnenhaus in Herpteroth wurde Anfang der 1990er Jahre gebaut. Den Namen hat es, weil an dieser Stelle früher ein Dorfbrunnen war. Errichtet wurde es aus Naturstein im Untergeschoss und aus Fachwerk im Obergeschoss. Es dient dem Ortsteil Herpteroth als Dorfgemeinschaftshaus.
Backes Herpteroth
Der Backes in Herpteroth wurden nach dem Ersten Weltkrieg gebaut und diente dem Dorf rund fünfzig Jahre als „Gemeinschaftsbackofen“. Anfang der 1990er Jahre wurde das Gebäude und der alte Backofen umfangreich renoviert und wird bei Dorffesten wieder genutzt.
Waschhaus Herpteroth
Im Jahr 1955 errichteten 22 Interessenten in Herpteroth gemeinsam ein Waschhaus, welches nach einem festgelegten Tagesplan genutzt wurde. Abgesehen von einer einmaligen Zahlung zur Teilnahme und dem Wasser- und Stromgeld war die Nutzung für die Teilnehmer der Interessengemeinschaft kostenlos.
Dorfgemeinschaftshaus Gieleroth
Das Dorfgemeinschaftshaus im Ortsteil Gieleroth wurde 1994 gebaut. Einer der Gründe war die Schließung des Gastronomiebetriebs in dem historischen Reinhardshof.

### Territoriale Zugehörigkeit
Bis 1803 gehörten die drei Dörfer zur Grafschaft Sayn-Altenkirchen, regional zum saynischen Amt Almersbach und zum Kirchspiel Almersbach. Nach dem Reichsdeputationshauptschluss kam Sayn-Altenkirchen an Nassau-Usingen, 1806 an das Herzogtum Nassau und 1815 nach den Verträgen des Wiener Kongresses an das Königreich Preußen. Östlich von Gieleroth und Herpteroth verlief von 1815 bis 1866 die Grenze zwischen Preußen und dem Herzogtum Nassau. Der Nachbarort Borod gehörte bereits zu Nassau. Einzelne Grenzsteine mit der Kennzeichnung „KP“ (Königreich Preußen) und „HN“ (Herzogtum Nassau) sind noch erhalten. Heute verläuft hier die Grenze zwischen dem Landkreis Altenkirchen und dem Westerwaldkreis.
Amteroth, Gieleroth und Herpteroth wurden unter Preußen eigenständige Landgemeinden und gehörten zur Bürgermeisterei Altenkirchen, die 1816 dem damals neu geschaffenen Kreis Altenkirchen im Regierungsbezirk Koblenz zugeordnet wurde. Zur Gemeinde Gieleroth gehörte noch ein Teil des Weilers Widderstein (südlich der Wied). Diese Struktur blieb bis 1939 erhalten. Am 1. April 1939 wurden die drei Gemeinden zur Gemeinde Gieleroth zusammengefasst. 1946 kam Gieleroth zum damals neu gebildeten Land Rheinland-Pfalz.

### Bevölkerungsentwicklung

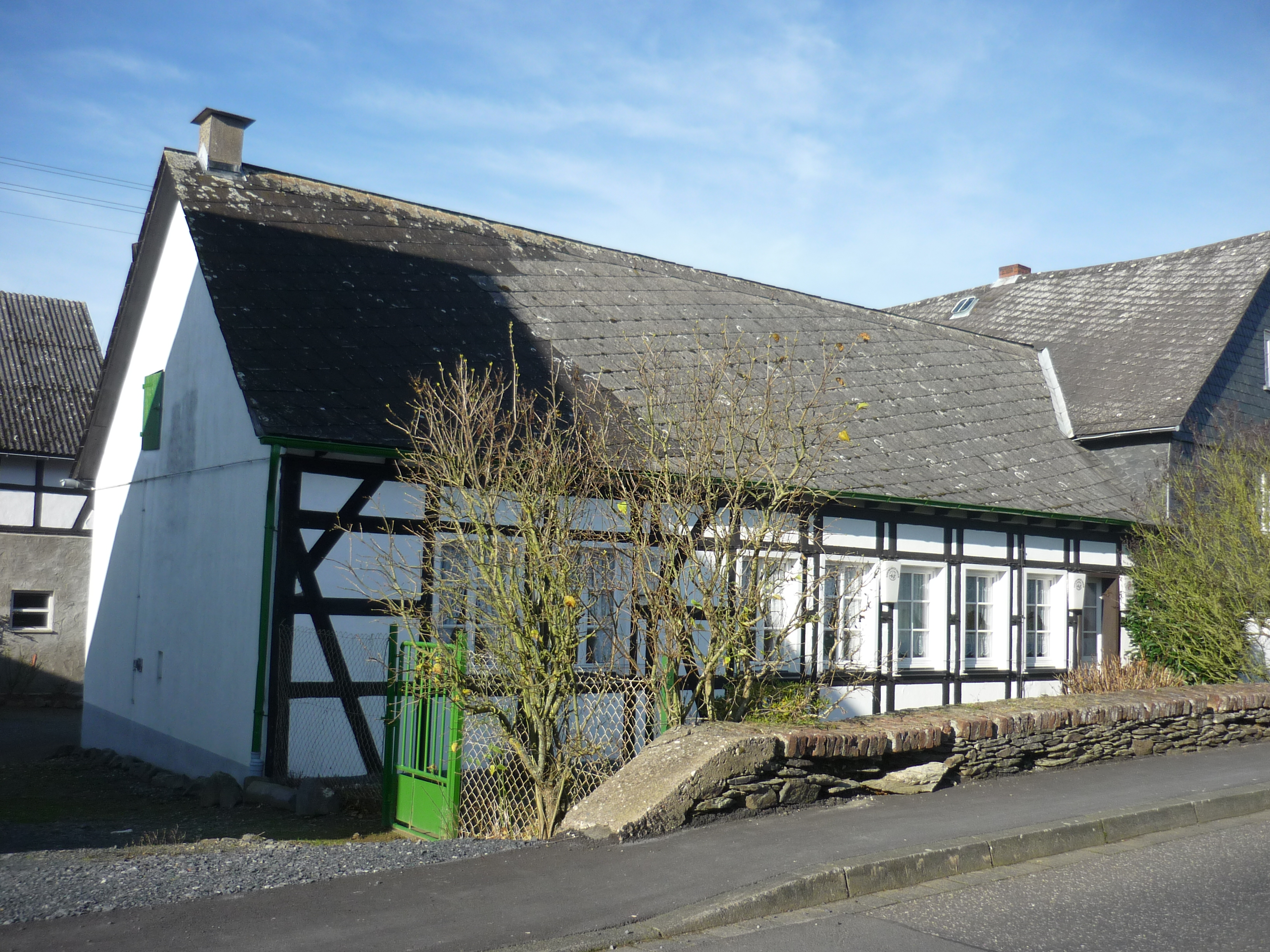
Gieleroth 2009

Im Jahre 1582 zählten Amteroth elf „Räuche“ (Haushalte oder Familien), Gieleroth (Gelenroth) vier Räuche und Herpteroth (Herperode) 15 Räuche. Seit 1817 sind genauere Einwohnerzahlen verfügbar, in dem Jahr hatten Amteroth 65, Gieleroth 82 und Herpteroth 113 Einwohner. Im Jahr 2007 betrug die Einwohnerzahl in den Ortsteilen Amteroth 158, Gieleroth 390 und Herpteroth 153.
Die Entwicklung der Einwohnerzahl bezogen auf das heutige Gemeindegebiet von Gieleroth; die Werte von 1871 bis 1987 beruhen auf Volkszählungen:
| Jahr | Einwohner |
| ---- | --------- |
| 1815 | 260       |
| 1835 | 349       |
| 1871 | 376       |
| 1905 | 455       |
| 1939 | 462       |
| 1950 | 561       |
| 1961 | 521       |

| Jahr | Einwohner |
| ---- | --------- |
| 1970 | 543       |
| 1987 | 540       |
| 1997 | 585       |
| 2005 | 693       |
| 2011 | 652       |
| 2017 | 643       |
| 2023 | 689       |

## Politik

### Gemeinderat
Der Gemeinderat in Gieleroth besteht aus zwölf Ratsmitgliedern, die bei der Kommunalwahl am 9. Juni 2024 in einer personalisierten Verhältniswahl gewählt wurden, und dem ehrenamtlichen Ortsbürgermeister als Vorsitzendem.
Die Sitzverteilung im Gemeinderat:
| Wahl | WGL a | WGT b | WGW c | WGB d | WGS e | WGK f | Gesamt   |
| ---- | ----- | ----- | ----- | ----- | ----- | ----- | -------- |
| 2024 | 5     | 3     | 4     | –     | –     | –     | 12 Sitze |
| 2019 | –     | –     | 3     | 5     | 4     | –     | 12 Sitze |
| 2014 | 5     | –     | –     | –     | 4     | 3     | 12 Sitze |

### Bürgermeister
Silas Becker wurde am 12. September 2024 Ortsbürgermeister von Gieleroth. Bei der Direktwahl am 9. Juni 2024 hatte er sich mit einem Stimmenanteil von 69,0 % gegen einen Mitbewerber durchgesetzt.
Seit dem Zusammenschluss im Jahre 1939 waren oder sind in Gieleroth folgende Bürgermeister (seit 1946 unter der Amtsbezeichnung Ortsbürgermeister) im Amt:
- 1939–1945: Wilhelm Jungbluth
- 1946–1952: Friedrich Schmuck
- 1953–1972: Emil Flemmer
- 1972–1994: Friedhelm Lindlein
- 1995–2009: Bernd Rüdiger Neeb
- 2009–2024: Katja Schütz[12]
- ab 2024: Silas Becker[10]

### Wappen
| Wappen von Gieleroth | Blasonierung: „Der Wappenschild wird geteilt durch einen blauen Balken mit silbernem Flechtwerk, oben befindet sich in Gold ein rotes Posthorn, belegt mit einem silbernen Pferdekopf, unten ist der Wappenschild gespalten durch eine eingebogene Spitze, rechts und links befinden sich grüne Böschungen mit je einem goldenen Eichenblatt, dazwischen befindet sich ein goldenes Feld mit gekreuzten roten Dreschflegeln.“ |
| Wappen von Gieleroth | Wappenbegründung: Die drei Bänder symbolisieren die drei Ortsteile bzw. die früher eigenständigen Gemeinden Gieleroth, Herpteroth und Amteroth. Die blaue Farbe des Balkens steht für das Quellgebiet des Almersbaches in der Gemarkung. Jeder der drei Ortsteile ist mit einem eigenen Symbol im Wappen dargestellt: das Posthorn mit dem Pferdekopf weist auf die frühere Poststation in Gieleroth hin, Rot und Gold sind die Farben der Grafschaft Sayn, zu der der Ort bis 1803 gehörte; die Eichenblätter stehen für Herpteroth und einen früheren Hohlweg; die gekreuzten Dreschflegel auf Gold stehen für Amteroth und für die ehemalige Dreschscheune. |

## Sehenswürdigkeiten
- Der im Wald zwischen Oberwambach, Almersbach und Amteroth liegende „Rauhe Stein“, über den vom vorgeschichtlichen Opferplatz bis zu christlichen Deutungen allerlei Geschichten erzählt werden.[13]
- In der Denkmalliste des Landes Rheinland-Pfalz (Stand: 2025) sind der Reinhardshof, eine Hofanlage aus den 18. Jahrhundert, sowie ein um 1800 errichtetes Fachwerk-Quereinhaus als Kulturdenkmäler ausgewiesen.[14]

## Verkehr
Gieleroth wird im Nordosten von der Bundesstraße 8 gestreift. Von der B 8 zweigen die Kreisstraße 32, die durch die Ortsteile Gieleroth und Herpteroth führt, sowie die K 34, an der Amteroth liegt, ab. Die beiden Straßen treffen sich im benachbarten Oberwambach.

## Sonstiges

### Unser Dorf soll schöner werden
Die beiden Ortsteile Amteroth und Herpteroth nahmen von 1973 an bis in die 1990er Jahre mehrfach beim Landeswettbewerb Unser Dorf soll schöner werden teil. Hierbei konnten einige Platzierungen auf der Bezirksebene erreicht werden. Auf Landesebene wurde Amteroth 1995 mit der Silberplakette und einem Sonderpreis  für „Vorbildliche ökologische Leistungen“ ausgezeichnet. Herpteroth konnte 1993 den sechsten Platz in der Hauptklasse belegen.

### Ortsnecknamen
Die drei Ortsteile habe untereinander und in den Nachbardörfern Ortsnecknamen:
- Die Einwohner von Amteroth („Amdert“), mundartlich die „Amder“, werden „Quötschebüch“ (Zwetschgenbäuche) genannt, weil es dort viele Obstwiesen und Zwetschgenbäume gibt und den Einwohnern unterstellt wird, dass sie diese Zwetschgen im Übermaß essen.
- Die Einwohner von Gieleroth („Gillert“), mundartlich die „Gillerder“, werden „Spötter“ genannt, weil um 1830 die Herpterother wegen ihrer vielen Kinder von den Gielerothern aufgezogen wurden.
- Die Einwohner von Herpteroth („Herptert“), mundartlich die „Herpter“, werden „Säuköttelspetzer“ (Schweinekotspitzer) genannt, weil sie gerne über unnötige Sachverhalte, im Sinne von „auf die Spitze treiben“, stritten.